# Gare de Pignans
La gare de Pignans est une gare ferroviaire française de la ligne de Marseille-Saint-Charles à Vintimille, située sur la commune de Pignans, dans le département du Var en région Provence-Alpes-Côte d'Azur.
Elle est une halte ferroviaire de la Société nationale des chemins de fer français (SNCF), desservie par des trains régionaux TER Provence-Alpes-Côte d'Azur.

## Situation ferroviaire
Établie à 171 m d'altitude, la gare de Pignans est située au point kilométrique (PK) 104,7 de la ligne de Marseille-Saint-Charles à Vintimille (frontière), entre les gares de Carnoules et de Gonfaron.

## Histoire
Au service 2008, la gare de Pignans est desservie quotidiennement (en semaine) dans le sens Les Arcs - Toulon par 5 Transport express régional, dont 4 à destination de Toulon et 1 de Marseille, tous en provenance des Arcs et dans le sens Marseille - Toulon - Les Arcs par 6 Transport express régional à destination des Arcs, dont 3 en provenance de Marseille et 3 de Toulon. Le samedi, la gare est desservie par 3 TER en provenance des Arcs et à destination de Toulon et par 2 Transport express régional en provenance de Toulon et à destination des Arcs. Le dimanche, la gare est desservie par 2 Transport express régional en provenance des Arcs et à destination de Toulon et par 3 Transport express régional, dont 2 en provenance de Toulon et 1 de Marseille et à destination des Arcs.

## Service des voyageurs

### Accueil
Halte SNCF, c'est un point d'arrêt non géré (PANG) à entrée libre.

### Desserte
Pignans est desservie par les trains TER Provence-Alpes-Côte d'Azur (ligne de Marseille aux Arcs - Draguignan en passant par Toulon).